# Eilema marginata
Eilema marginata är en fjärilsart som beskrevs av Guérin-meneville 1844. Eilema marginata ingår i släktet Eilema och familjen björnspinnare. Inga underarter finns listade i Catalogue of Life.